# Leucosolenia horrida
Leucosolenia horrida är en svampdjursart som först beskrevs av Schmidt in Haeckel 1872.  Leucosolenia horrida ingår i släktet Leucosolenia och familjen Leucosoleniidae. Inga underarter finns listade i Catalogue of Life.